# Rainhard Fendrich
Rainhard Jürgen Fendrich (* 27. února 1955 ve Vídni) je rakouský zpěvák, moderátor a herec. Patří k nejúspěšnějším představitelům takzvaného Austropopu.

## Diskografie
- Ich wollte nie einer von denen sein (1980)
- Und alles ist ganz anders wordn (1981)
- Zwischen eins und vier (1982)
- Auf und davon (1983)
- Open Air R. Fendrich & W. Ambros (1983)
- Wien bei Nacht (1985)
- Alle Zeit der Welt (Live) (1985)
- Kein schöner Land (1986)
- Voller Mond (1988)
- Das Konzert (Live) (1989)
- Von Zeit zu Zeit (1989)
- Nix is Fix (1991)
- I am from Austria (Live) (1992)
- Brüder (1993)
- Recycled (Best of) (1995)
- Blond (1997)
- Austria 3 - Live (1998)
- Austria 3 - Live Vol. 2 (1998)
- Schwerelos (Live) (1998)
- Macho Macho (1998)
- Austria 3 - Die Dritte (2000)
- Männersache (2001)
- Raritäten (2001)
- Ein Saitensprung (CD, DVD) (2002)
- Wake Up Cast Album (2002)
- AufLeben (2004)
- Jetzt (DVD)(2004)
- So weit so gut (2005)
- hier + jetzt (2006)